# Harmonices Mundi
Harmonices Mundi (tiếng Việt: Sự hòa hợp của Vũ trụ) là tác phẩm của nhà thiên văn người Đức Johannes Kepler. Tác phẩm này được xuất bản vào năm 1619. Trong tác phẩm này, Kepler đã cho rằng sự hài hòa và đồng dạng trong các hình hình học và hiện tượng vật lý. Phần cuồi của tác phẩm có nhắc đến khám phá của ông mang tên định luật thứ ba về chuyển động của các hành tinh.

## Hoàn cảnh và lịch sử
Có thể ước đoán rằng Kepler đã bắt đầu công việc để cho ra đời Harmonices Mundi vào năm 1599. Đó là năm mà Kepler có gửi bức thư đến Michael Maestlin để nói về tài liệu và chứng minh toán học ông dự định để sử dụng cho tác phẩm tiếp theo của ông. Lúc đó, ông định đặt tên tác phẩm là  De harmonia mundi. Kepler đã nhận ra rằng nội dung của tác phẩm ông đang dự định viết gần giống với những gì được viết trong Harmonica của Ptolemy, nhưng điều không phải la mối bận tâm lớn lắm bởi vì Kepler sẽ sử dụng mô hình mới. Đáng chú ý nhất trong mô hình đó là việc cho rằng quỹ đạo chuyển động của các hành tinh có hình elip trong hệ thống Copernicus. Điều này cho phép Kepler khám phá ra những định luật mới. Một sự phát triển quan trọng khác cho phép Kepler đề ra mối quan hệ hành tinh - sự hài hòa của ông đó là việc từ bỏ điều chỉnh Pythagoras như là nền tảng của đồng nhất trong âm nhạc và chấp nhận các tỷ lệ âm nhạc được ủng hộ về mặt hình học. Đó là điều cho phép Kepler liên hệ đồng nhất trong âm nhạc và vận tốc góc của các hành tinh. Chính vì thế Kepler có thể lý lẽ mối quan hệ của ông sẽ cho bằng chứng rằng Chúa đang làm việc như là một nhà hình học lớn, hơn là số học Pythagoras.
Khái niệm về hòa âm về bản chất tồn tại cùng khoảng cách của các hành tinh là ý tưởng tồn tại trong triết học Trung Cổ trước Kepler. Musica Universalis là hình ảnh triết học ẩn dụ được dạy trong quadrivium và thỉnh thoảng được nhắc đến như là âm nhạc của hình cầu. Kepler đã bị hấp dẫn bởi ý tưởng này khi ông tìm kiếm sự giải thích cho sự sắp xếp về mặt tỉ lệ của các vật thể thiên đường. Cần phải lưu ý rằng Kepler sử dụng thuật ngữ "sự hài hòa" không có hàm ý về âm nhạc mà là về một ý nghĩa rộng hơn bao gồm sự đồng nhất trong tự nhiên cũng như cách làm việc của các vật thể trên Trái Đất và trong vũ trụ. Ông dã lưu ý rằng sự hòa âm là một sản phẩm của con người, được phát triển từ các góc, tương phản sự hài hòa mà ông nhắc đến như là một hiện tượng tương tác với tâm hồn con người. Đến lượt nó, điều này cho phép Kepler tuyên bố rằng Trái Đất có một tâm hồn bởi vì nó được cấu tạo để đáp ứng sự hài hòa thiên văn.

## Nội dung
Kepler đã chia tác phẩm Harmonices Mundi thành 5 chương dài:
- Chương đầu ông nói về các đa giác thông thường.
- Chương hai ông nói về sự đồng điệu của các vật thể.
- Chương ba ông nói về nguồn gốc của tỷ lệ hài hòa trong âm nhạc.
- Chương bốn ông nói về cấu hình hài hòa trong chiêm tinh học.
- Chương năm ông nói về sự hài hòa của chuyển động của các hành tinh.

Chương 1 và chương 2 bao gồm hầu hết sự đóng góp của Kepler trong mối quan tâm về khối đa diện. Ban đầu ông quan tâm đến làm sao các khối da diện, những thứ ông định nghĩa là thông thường hoặc bán thông thường, có thể được sửa chữa xoay quanh một điểm trung tâm trên một mặt phẳng để tạo ra sự đồng điệu. Mục tiêu đầu tiên của ông có thể xếp các khối đa diện dựa trên sự đo đạc tính xã hội hoặc hơn thế là khả năng của chúng để tạo ra sự hài hòa một phần. khi kết hợp với các khối đa diện khác. Ông trở lại với khái niệm sau đó trong tác phẩm với mối quan hệ về các giải thích thiên văn. Chương 2 bao gồm những hiểu biết mới nhất của hai kiểu của khối đa diện hình sao thông thường, khối thập nhị hình sao lớn và khối thập nhị hình sao nhỏ. Các khối này sau đó được nhắc đến như là vật rắn Kepler hay khối đa diện Kepler và cùng với hai hình đa diện được phát hiện bởi Louis Poinsot trở thành các khối đa diện Kepler-Poinsot. Kepler đã mô tả các hình đa diện về các mặt của chúng giống như mô hình được sử dụng trong tác phẩm Timaeus của Plato để mô tả sự hình thành của các khối đa diện Platon về các tam giác cơ bản.

Ngôi sao thập nhị diện nhỏ hơn

Ngôi sao thập nhị diện lớn hơn

Trong khi các nhà triết học thời kỳ Trung Cổ nói một cách hình tượng về "âm nhạc của các hình cầu", Kepler đã tìm ra được sự hài hòa trong chuyển động của các hành tinh. Ông tìm ra được điểm khác biệt giữa tốc độ góc lớn nhất và nhỏ nhất của một hành tinh trên các quỹ đạo của nó xấp xỉ một tỉ lệ hài hòa. Ví dụ, tốc độ góc lớn nhất của Trái Đất được đo từ Mặt Trời biến đổi bằng một semitone (tỷ lệ 16:15), từ nốt Mi lên Fa, giữa aphelion và perihelion. Còn tốc độ góc của Kim tinh chỉ biến đổi một lượng rất nhỏ 25:24 (được gọi là diesis trong âm nhạc). Kepler đã giải thích lý do tại sao phạm vi hài hòa của Trái Đất nhỏ: "Trái Đất ngân lên khúc Mi, Fa, Mi: bạn có thể suy luận kể cả từ những âm điệu lắc lư trong nỗi đau và nạn đói của gia đình lớn của chúng ta".
Dàn hợp xướng vũ trụ của Kepler được hình thành bởi một tenor là Hỏa tinh, 2 bass là Thổ tinh và Mộc tinh và hai alto là Kim tinh và Trái Đất. Thủy tinh, với quỹ đạo hình elip lớn của nó, được xác định là để tạo ra những con số tốt nhất của các nốt nhạc, trong khi đó Kim tinh có thể là một nốt nhạc riêng biệt bởi vì quỹ đạo của nó là một đường tròn.
Ở những khoảng rất hiếm tất cả các hành tinh sẽ hát trong một "sự điều phối hoàn hảo": Kepler đã đề xuất răng điều này có thể xảy ra chỉ một lần trong lịch sử có lẽ là vào thời điểm của sự sáng thế. Kepler đã nhắc rằng trật tự hài hòa chỉ được bắt chước bởi con người, nhưng có nguồn gốc trong sự điểu chình của các vật thể thiên đường: "Theo đó bạn sẽ không thắc mắc gì nữa về việc một trật tự rất tốt của âm thanh hoặc cao độ trong hệ thống âm nhạc hay các gam âm đã được sắp xếp bởi con người, bởi vì bạn sẽ nhìn thấy chúng ta hoạt động không gì khác ngoài mục đích thương mại, trừ để thể hiện sự bắt chước Chúa Người Sáng tạo và thể hiện điều đó ra, như là nó là một vở kịch rõ ràng của sự sắp xếp của các chuyển động trong vũ trụ" (Harmonices Mundi, Quyển V).
Kepler đã khám phá ra rằng chỉ một trong số những tỷ lệ giữa tốc độ lớn nhất va tốc độ nhỏ nhất của các hành tinh trên những quỹ đạo bên cạnh xấp xỉ sự hài hòa của âm nhạc với một chút sai số nhỏ hơn cả một diesis (25:24). Quỹ đạo của Hỏa tinh và Mộc tinh đã đưa ra những ngoại lệ của những quy luật này tạo nên tỷ lệ không hài hòa là 18:19.  Nguyên nhân của sự không đồng điệu này có thể được giải thích bằng sự thật rằng vành đai tiểu hành tinh độc lập với quỹ đạo của hai hành tinh này, được khám vào năm 1801, 150 năm sau khi Kepler qua đời.
Tác phẩm trước đó của Kepler là Astronomia nova liên quan đến sự khám phá hai định luật đầu tiên của những nguyên lý mà chúng ta biết ngày này là Các định luật của Kepler. Định luật thứ ba cho thấy một tỷ lệ không đổi giữa bình phương của bán kính nhỏ của các quỹ đạo của các hành tinh và bình phương thời gian chuyển động trên quỹ đạo của các hành tinh. Điều đó đã được trinh bày trong chương 5 của cuốn sách ngay lập tức sau một sự lạc đề dài sang chiêm tinh học.

## Hiện tại
Một bản sao chép của tác phẩm Harmonices Mundi đã bị đánh cắp từ trong Thư viện Quốc gia Thụy Điển vào thập niên 1990.

## Sử dụng trong âm nhạc hiện tại
Một số lượng nhỏ các sáng tác đã được lấy cảm hứng từ Harmonices Mundi. Đó là:
- Kepler's Harmony of the Worlds (Laurie Spiegel, 1977). Một đoạn trích của tác phẩm đã được sưu tầm bởi Carl Sagan để đưa vào Đĩa ghi vàng Voyager, phát trong chương trình Voyager.
- Music of the Spheres (Mike Oldfield, 2008, trong album được phát hành bởi Mercury Records)[11]
- Harmony of the Spheres (Joep Franssens, 2001)[12]
- Kepler (Philip Glass, 2009)
- Kepler's Trial (Tim Watts, 2016-2017)[13]